# Bollywood Movie Award/Bester Hauptdarsteller
Der Bollywood Movie Award Best Actor ist eine Kategorie des jährlichen Bollywood Movie Awards für indische Filme in Hindi.
Shah Rukh Khan und Hrithik Roshan haben den Preis jeweils dreimal gewonnen.

## Liste der Preisträger
| Jahr | Film                                                 | Schauspieler     |
| ---- | ---------------------------------------------------- | ---------------- |
| 1999 | Kuch Kuch Hota Hai – Und ganz plötzlich ist es Liebe | Shah Rukh Khan   |
| 2000 | kein Preis                                           | kein Preis       |
| 2001 | Kaho Naa ... Pyaar Hai – Liebe aus heiterem Himmel   | Hrithik Roshan   |
| 2002 | Lagaan – Es war einmal in Indien                     | Aamir Khan       |
| 2003 | Devdas                                               | Shah Rukh Khan   |
| 2004 | Sternenkind – Koi Mil Gaya                           | Hrithik Roshan   |
| 2005 | Veer und Zaara – Die Legende einer Liebe             | Shah Rukh Khan   |
| 2006 | Black                                                | Amitabh Bachchan |
| 2007 | Dhoom 2 – Back in Action                             | Hrithik Roshan   |